# Svećenik
Svećenik (staroslavenski: свештеникъ), posebno pripremljena osoba koja prinosi misne žrtve i obavlja druge vjerske obrede. 
Pojam svećenstvo označava ukupan svećenički stalež.

## Povijest
U najstarije vrijeme vjerojatno je otac obitelji prinosio žrtvu, a u daljnjemu razvoju izdvajaju se posebne osobe koje se smatraju posrednicima između ljudi i Boga (bogova). U nekim civilizacijama svećenstvo je višestruko angažirano i privilegirano ujedinjujući u sebi dužnost svećenika, vrača, čarobnjaka, liječnika, učitelja, tumača tradicija, suca i drugo. 
U Mezopotamiji i Egiptu službu najvišeg svećenika često obavlja kralj, a njemu pomaže hijerarhijski ustrojen i nasljedan kler koji tvori pravu kastu. 
Kod Izraelaca se pleme Levijevo smatralo izabranim za bogoštovne čine, a u svećeničkim rodovima svećenstvo je bilo nasljedno. U postegzilnom periodu veliki svećenik je teokratski poglavar; pod Rimljanima također ima izvjesnu političku vlast. U staroj Perziji su velik ugled uzimali svećenici magi, a u hinduizmu brahmani.
U antičkoj Grčkoj svećenik nije igrao tako veliku ulogu; on je službenik svetišta odnosno pojedinog boga. Ženska božanstva imala su žene svećenice. U Rimu su svećenici državni dužnosnici, birani kao i ostali magistrati (u najstarije vrijeme samo iz patricijskih rodova); visoki se svećenici nazivaju pontifices, a najviši svećenik pontifex maximus.
Svećenici su bili vrlo utjecajni u plemenskom životu starih Germana i Kelta (druidi), dok se na stare Slavene ne zna jesu li imali poseban svećenički stalež. Svećenik starih Slavena naziva se u literaturi žrec (starocrkvenoslavenski жьрьць).
U ranom kršćanstvu javlja se misao o svećeničkom pozivu svih vjernika (koju će kasnije naglasiti protestanti); međutim, vrlo rano stvara se hijerarhijski ustrojeno ministerijalno svećenstvo (usp. prezbiter, jerej, biskup, metropolit, papa).
Većina zajednica nastalih nakon reformacije ne poznaje pojam svećenika u tradicionalnom smislu; tim vjerskim zajednicama rukovode duhovnici, pastori, propovjednici.
U Anglikanskoj crkvi u novije vrijeme i žene mogu obavljati svećeničke dužnosti.
Svećenica je žena koja se posvetila svećeničkom pozivu, npr. vestalka, svećenica božice Veste u starom Rimu. 
U Pravoslavnoj crkvi[srpskoj?] sveštenik je čin u crkvenoj hijerarhiji između đakona i episkopa, pop. U tom značenju nije opravdano riječ sveštenik zamjenjivati riječju svećenik. Općenito je u srpskom jeziku sveštenik naziv za crkvene osobe koje su činom rukopoloženja, posvećenja osposobljene za vršenje crkvenih obreda i bogosluženja. Za vršioca vjerskih obreda postoji i naziv sveštenoslužitelj.

## Vanjske poveznice
|  | Wikicitati imaju zbirke citata o temi Svećenik |